# Porculanska zdjelica
Porculanska zdjelica  je vrsta laboratorijskog posuđa koje se koristi uglavnom za uparavanje otopina. Građena je od kvalitetnog tankog porculana i smije se zagrijavati na otvorenom plamenu plinskog plamenika.
Ne smije se koristiti za uparavanje jakih lužina i otopina koje sadržavaju fluorovodičnu kiselinu, jer ju one nagrizaju.